# Evelyn Browne
Evelyn Browne (1915–1994) foi uma ambientalista e professora norte-americana.
No início dos anos 1970, Browne foi influente em impedir que o magnata da navegação Aristóteles Onassis construísse uma refinaria de petróleo em Great Bay, em New Hampshire. Onassis ofereceu-se para comprar as terras de Browne para criar um santuário natural e entrou em negociações para comprar as terras. Quando foi descoberto que a sua real intenção era construir uma refinaria de petróleo, Evelyn começou a ajudar a organizar e liderar a Save Our Shores, uma organização que acabou por impedir a realização do plano de Onassis. Browne conseguiu anular a venda da sua propriedade e, assim, impediu a construção da refinaria. Mais tarde, ajudou a estabelecer a Reserva Nacional de Pesquisa Estuarina de Great Bay.
Em 1987, Browne doou um terreno para a UNH para o estabelecimento de um centro de educação ao ar livre. Agora é conhecido como Browne Center, em homenagem ao seu trabalho como educadora e defensora da preservação ambiental.